# Château-Chinon (Ville)
Château-Chinon (Ville) é uma comuna francesa na região administrativa de Borgonha-Franco-Condado, no departamento Nièvre. Estende-se por uma área de 4,28 km². Em 2010 a comuna tinha 2 310 habitantes (densidade: 539,7 hab./km²).